# Mony de Swaan Addati
Mony Sacha de Swaan Addati (Ciudad de México, 16 de mayo de 1970), conocido como Mony de Swaan, fue el último Comisionado Presidente de la Comisión Federal de Telecomunicaciones (Cofetel), dependencia del gobierno federal mexicano que desapareció el 10 de septiembre del 2013, cuando entró en vigor la Reforma de telecomunicaciones en México y dio origen a la creación del Instituto Federal de Telecomunicaciones. Se le identifica como promotor de la Reforma Constitucional y crítico de la Ley Secundaria que la reglamenta.
De Swaan es licenciado en relaciones internacionales por El Colegio de México, estudió una maestría en política comparada de la London School of Economics y estudios de posgrado en la Universidad Hebrea de Jerusalén.

## Trayectoria profesional
A principios de 2009, De Swaan fue nombrado Coordinador de Asesores y Jefe de la Unidad de Cambio Estructural en la Secretaría de Comunicaciones y Transportes (SCT). En su paso por SCT, se involucró estrechamente con temas relativos a telecomunicaciones y radiodifusión. Ante la renuncia de Héctor Osuna Jaime al frente de la Cofetel, el 29 de junio del 2010 el presidente Felipe Calderón Hinojosa lo nombró Comisionado de la Comisión Federal de Telecomunicaciones para el período 2010-2018. El 7 de julio de ese año el Pleno lo eligió Comisionado Presidente por los siguientes cuatro años.
Anteriormente, en el sector público fue jefe de la Unidad de Vinculación y coordinador de asesores del director general del IMSS (2006), director general de Enlace con Gobierno Federal y Sociedad Civil (Secretaría de Gobernación, 2002-2004), coordinador de asesores del subsecretario de Desarrollo Político de la Segob de 2000 a 2002 y  asesor de Consejero Electoral del IFE de 1996 a 2000.
En el sector privado fue director Regional de Asuntos Corporativos para Pfizer México y Centroamérica (2004-2006). 
En distintos momentos entre 1988 y 1994 colaboró con la Academia Mexicana de Derechos Humanos y Alianza Cívica en la observación de procesos electorales y la elaboración de informes sobre condiciones previas a las jornadas electorales locales y federales en esos años.

## Gestión como presidente de Cofetel
La gestión de De Swaan fue controvertida desde el primer día de su nombramiento. Legisladores del Partido verde Ecologista de México (PVEM) y del Partido Revolucionario Institucional (PRI) cuestionaron tanto la facultad del presidente Calderón como la experiencia y credenciales del funcionario para ocupar el cargo. En octubre de 2010, la Suprema Corte de Justicia de la Nación confirmó la legalidad del nombramiento.
Las controversias aumentaron particularmente a raíz de las licitaciones 20 y 21 del espectro radioeléctrico, el apagón analógico en la ciudad de Tijuana, la licitación de nuevas cadenas de televisión abierta, la disminución de tarifas de interconexión en telefonía móvil y telefonía fija o la consolidación de Áreas de Servicio Local.
A los temas vinculados con la agenda regulatoria se sumaron críticas y acusaciones, particularmente vinculadas con el ejercicio de recursos públicos y la rendición de cuentas. A la fecha no existe una sola resolución administrativa o judicial en contra del funcionario, mientras que empiezan a conocerse resoluciones que lo exculpan. En su Índice de Transparencia, el IFAI señaló que entre 2010 y 2013 el Cofetel elevó su calificación de 77.65 a 88.57. Asimismo, Cofetel publicó libros blancos para los proyectos más controversiales y estratégicos como los de la Red Compartida en la banda de los 700 MHz o la Transición a la Televisión Digital Terrestre (TDT). Distintos medios y articulistas han denunciado que detrás de la campaña mediática en contra de De Swaan, fue común encontrar intereses económicos de entes regulados por la Cofetel.
En 2010, la Cofetel contrató ante la OCDE el Estudio sobre Políticas y Regulación de Telecomunicaciones, documento que se convertiría en insumo de la Reforma de telecomunicaciones en México. Asimismo, según cifras de Banco de México y del INEGI, entre junio de 2010 y junio de 2013 todos los servicios regulados por Cofetel mostraron una disminución de precios y un consecuente aumento en penetración. Finalmente, en 2012, Cofetel mudó instalaciones al primer inmueble de su propiedad.

## Después de Cofetel
Las críticas hacia el exfuncionario continuaron vinculándolo con empresas del sector telecomunicaciones como Virgin Mobile o con aquellas que en su momento presentaron una propuesta no solicitada para desplegar la Red Compartida. Tanto De Swaan como las propias empresas negaron tener alguna relación.
A de Swaan también se le ha criticado por haber promovido la inclusión en la Reforma de telecomunicaciones en México de una serie proyectos de infraestructura con plazos determinados que impusieron una presión en la ejecución y coordinación tanto a Ifetel como a SCT. Entre estos proyectos se encuentran la Red Compartida en los 700 MHz, el crecimiento de la Red Troncal (antes de la CFE), o el establecimiento del 31 de diciembre de 2015 como la fecha definitiva para la Transición a la Televisión Digital Terrestre (TDT).
Desde 2015 es Socio Fundador del Centro de Estudios e Investigación en Asuntos Públicos (CEIAP,SC). Entre 2017 y 2020 fue Profesor de Regulación en Telecomunicaciones en la FCPyS de la Universidad Nacional Autónoma de México. Miembro del Consejo Consultivo de Laureate International Universities y Consejero tanto de la Asociacion de Telecomunicaciones Independientes de México ATIM como de la Asociacion Mexicana de Operadores Móviles Virtuales AMOMVAC.
| Predecesor: Héctor Osuna Jaime | Presidente de la Comisión Federal de Telecomunicaciones 2010 - 2013 | Sucesor: Gabriel Contreras Saldívar (como presidente de Ifetel) |